# 福岡市立北崎中学校
福岡市立北崎中学校（ふくおかしりつ きたざきちゅうがっこう）は、福岡県福岡市西区大字小田字船津後にある市立の中学校。

## 沿革
- 1947年 - 北崎村立北崎中学校として北崎小学校の一室を借りて開校。玄界・小呂に分校設置
- 1961年 - 福岡市に合併し福岡市立北崎中学校となる
- 1967年 - 玄界分校が独立、福岡市立玄界中学校となる。
- 1969年 - 小呂分校が独立、福岡市立小呂中学校となる。
- 2021年- 玄界中学校・小呂中学校と共にオンライン形式での授業を開始する。

## 通学区域
- 西区大字草場、大字小田、大字宮浦、大字西浦の全域。

隣接する福岡市立北崎小学校と同一校区。両校は小中併設校ではないが、連携小中一貫教育を行っている。離島を除き福岡市で最も西に位置する中学校である。

### 校区が隣接する中学校
- 福岡市立玄洋中学校
- 福岡市立元岡中学校
- 糸島市立志摩中学校

## 部活動
- ソフトテニス部（男子）
- バレーボール部（女子）
- 卓球部（男女）
- 剣道部（男女）
- ボランティア部（男女）

## 校歌
- 作詞：笠政雄
- 作曲：森脇憲三